# Пая кучерява
Па́я кучерява (Cyanocorax melanocyaneus) —  вид горобцеподібних птахів родини воронових (Corvidae). Мешкає в Центральній Америці.

## Опис

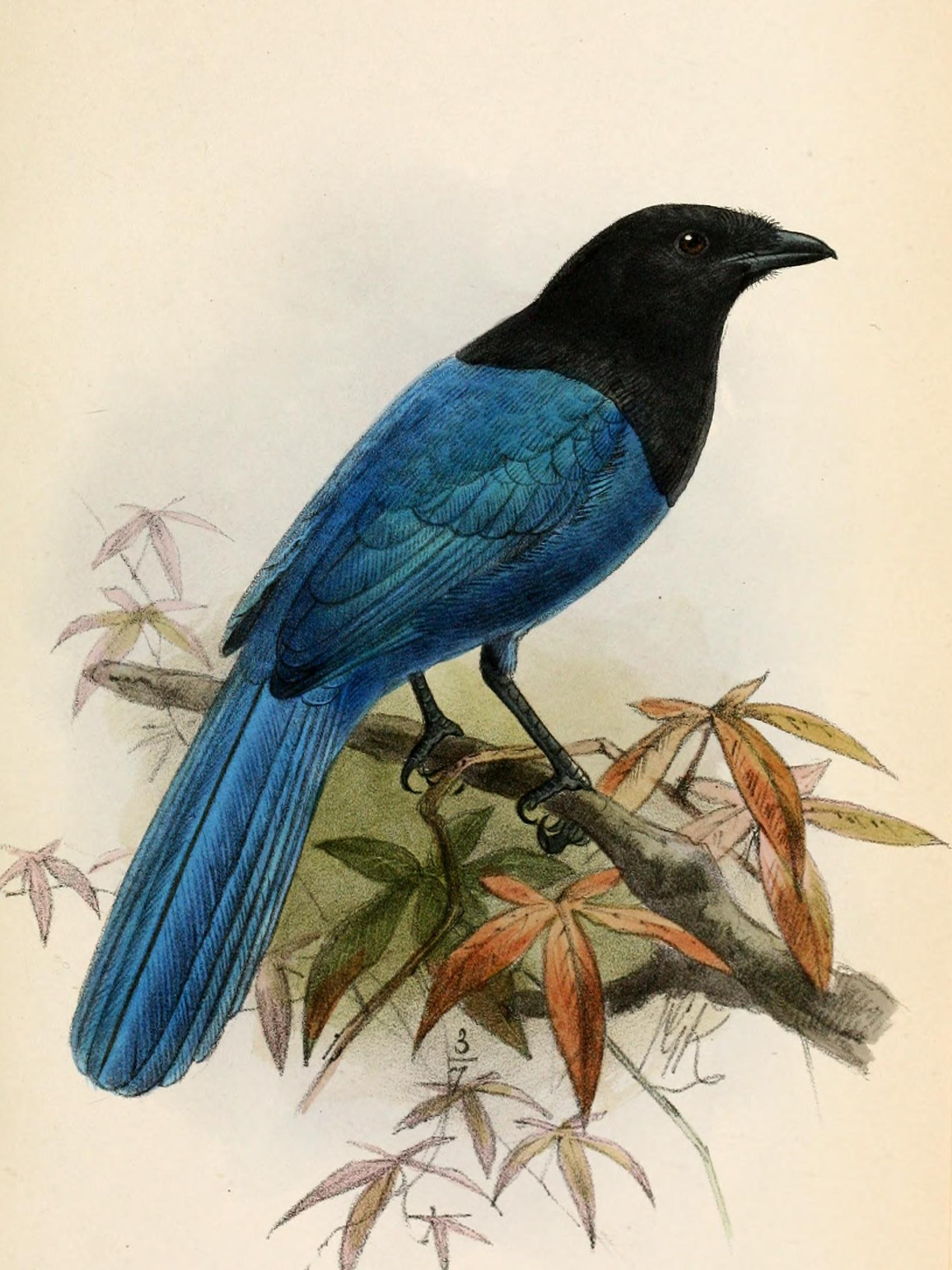
Кучерява пая

Довжина птаха становить 28-33 см, вага 80-115 г. Хвіст довгий, східчастий. Виду не притаманний статевий диморфізм. Голова, шия, груди і верхня частина спини чорні, решта верхньої частини тіла темно-синя з фіолетовим або зеленим відблиском. Нижня частина тіла зеленувато-синя. Нижня сторона крил сіра, нижня сторона хвоста чорнувата. На тімені є короткий чуб. Райдужки жовті, дзьоб чорний, невеликий, лапи чорні.

## Підвиди
Виділяють два підвиди:
- C. m. melanocyaneus (Hartlaub, 1844) — від Гватемали до південного Сальвадору;
- C. m. chavezi (Miller, W & Griscom, 1925) — Гондурас і північ Нікарагуа.

## Поширення і екологія
Кучеряві паї мешкають в Гватемалі, Сальвадорі, Гондурасі, Нікарагуа. Вони живуть на узліссях вологих гірських тропічних лісів, зокрема дубових і соснових лісів. Зустрічаються сімейними зграйками, на висоті від 600 до 2450 м над рівнем моря. Більшу частину дня вони проводять на деревах або в підліску і часто спускаються на землю. Живляться переважно великими комахами. зокрема жуками і кониками, а також іншими безхребетними, личинками, насінням, ягодами, горіхами і плодами, особливо полюбляють стиглі плоди фікусів. 
Кучеряві паї є моногамними птахами, гніздування у них починається в квітні. Їхні гнізда мають чашоподібну форму, робляться з гілок і рослинних волокон, встелюються м'яким рослинним матеріалом, розміщується в густому підліску. В кладці 3-4 яйця, інкубаційний період триває 20 днів. Іноді кладку насиджують кілька самиць з однієї зграї. За пташенятами доглядають і самиці, і самці, а також їх помічники — молоді птахи з попереднього виводку. Пташенята покидають гніздо через 3 тижні після вилуплення, після чого приєднуються до зграї.